# Entreviñas (Cangas del Narcea)
Entreviñas (en asturiano y oficialmente San Cristóbal) es una parroquia del concejo de Cangas del Narcea, en el Principado de Asturias, España.
En 2020 contaba con 121 habitantes.